# Asynapta lacunosa
Asynapta lacunosa är en tvåvingeart som beskrevs av Boris Mamaev och Zaitzev 1997. Asynapta lacunosa ingår i släktet Asynapta och familjen gallmyggor. Inga underarter finns listade i Catalogue of Life.